# Granč-Petrovce
Granč-Petrovce jsou obec na Slovensku, v okrese Levoča v Prešovském kraji.
V roce 2011 zde žilo 596 obyvatel.

## Pamětihodnosti
- Renesanční kostel sv. Martina se zajímavou zploštělou věží[4][5]
- Kaštel ze začátku 19. století[5]